# Aleksandr Bestujev
Aleksandr Aleksandrovici Bestujev (n. 4 noiembrie [S.V. 23 octombrie] 1797 - d. 19 iunie [S.V. 7 iunie] 1837) a fost un scriitor și poet romantic rus, militar, care a făcut parte din mișcarea decembristă.
Mai târziu, a adoptat pseudonimul Marlinski.

## Opera
- 1823: Roman și Olga ("Roman i Olga");
- 1830: Încercarea ("Испытание");
- 1831: Castelul Wenden ("Zamok Wenden");
- 1831: Locotenentul Belozor ("Лейтенант Белозор");
- 1832: Ammalat-Bey ("Аммалат-бек");
- 1833: Fregata speranța ("Фрегат Надежда");
- 1836: Mulla-Nur ("Mulla-Nur").